# Вербовка (Красиловский район)
Вербовка (укр. Вербівка) — село в Красиловском районе Хмельницкой области Украины.
Население по переписи 2001 года составляло 25 человек. Почтовый индекс — 31033. Телефонный код — 3855. Занимает площадь 0,16 км². Код КОАТУУ — 6822787003.

## Местный совет
31033, Хмельницкая обл., Красиловский р-н, с. Кошелевка, ул. Молодёжная